# Coleophora flabelligerella
Coleophora flabelligerella é uma espécie de mariposa do gênero Coleophora pertencente à família Coleophoridae.